# Rowlandius littoralis
Rowlandius littoralis är en spindeldjursart som beskrevs av Rolando Teruel 2003. Rowlandius littoralis ingår i släktet Rowlandius och familjen Hubbardiidae. Inga underarter finns listade i Catalogue of Life.